# Championnat du Qatar de football 2004-2005
Navigation
Saison précédente Saison suivante
La saison 2004-2005 du Championnat du Qatar de football est la quarante-et-unième édition du championnat national de première division au Qatar. Les dix meilleures équipes du pays sont regroupées au sein d'une poule unique où elles s'affrontent trois fois au cours de la saison. En fin de saison, le dernier du classement est relégué et remplacé par le champion de deuxième division.
C'est le club d'Al-Gharafa Sports Club (ex-Al-Ittihad Doha) qui remporte la compétition, après avoir terminé en tête du classement final, avec quatorze points d'avance sur Al-Rayyan SC et dix-huit sur Al-Khor Sports Club. C'est le 4e titre de champion du Qatar de l'histoire du club.

## Qualifications continentales
Le vainqueur du championnat ainsi que le gagnant de la Coupe du Qatar se qualifient pour la Ligue des champions. Si un club réalise le doublé, c'est le finaliste de la Coupe qui obtient sa qualification. 

## Les clubs participants
| - Al-Rayyan SC - Al-Arabi Sports Club - Al Ahly Doha - Al-Khor Sports Club - Al-Gharafa Sports Club | - Qatar SC - Sadd Sports Club - Al Kharitiyath Sports Club - Promu de D2 - Al Shamal - Al-Wakrah Sports Club |

## Compétition

### Classement
Le classement est établi sur le barème de points classique (victoire à 3 points, match nul à 1, défaite à 0).
| Rang | Équipe                         | Pts | J  | G  | N | P  | Bp | Bc | Diff |
| ---- | ------------------------------ | --- | -- | -- | - | -- | -- | -- | ---- |
| 1    | Al-Gharafa Sports Club         | 66  | 27 | 20 | 6 | 1  | 71 | 23 | +48  |
| 2    | Al-Rayyan SC                   | 52  | 27 | 15 | 7 | 5  | 66 | 34 | +32  |
| 3    | Al-Khor Sports Club            | 48  | 27 | 14 | 6 | 7  | 46 | 30 | +16  |
| 4    | Qatar SC                       | 45  | 27 | 14 | 3 | 10 | 40 | 34 | +6   |
| 5    | Al-Arabi Sports Club           | 44  | 27 | 12 | 8 | 7  | 53 | 35 | +18  |
| 6    | Al-Wakrah Sports Club          | 34  | 27 | 9  | 7 | 11 | 37 | 35 | +2   |
| 7    | Sadd Sports Club (T) (C)       | 34  | 27 | 9  | 7 | 11 | 35 | 35 | 0    |
| 8    | Al Ahly Doha                   | 28  | 27 | 7  | 7 | 13 | 35 | 55 | -20  |
| 9    | Al Shamal                      | 15  | 27 | 4  | 3 | 20 | 22 | 67 | -45  |
| 10   | Al Kharitiyath Sports Club (P) | 10  | 27 | 2  | 4 | 21 | 24 | 81 | -57  |

|  | Qualification pour la Ligue des champions de l'AFC 2006                      |
|  | Relégation directe en deuxième division                                      |
|  | (T) : Tenant du titre (C) : Vainqueur de la Coupe du Qatar (P) : Promu de D2 |

## Bilan de la saison
| Championnat du Qatar de football 2004-2005                        |                                   |
| Champion                                                          | Al-Gharafa Sports Club (4e titre) |
| Coupes et trophées                                                |                                   |
| Vainqueur de la Coupe du Qatar 2004-2005                          | Sadd Sports Club                  |
| Qualifications continentales                                      |                                   |
| Ligue des champions de l'AFC 2006                                 | Al-Gharafa Sports Club            |
| Ligue des champions de l'AFC 2006                                 | Sadd Sports Club                  |
| Promotions et relégations                                         |                                   |
| Promus en Qatar Stars League                                      | Al-Sailiya Sports Club            |
| Relégués en Championnat du Qatar de football de deuxième division | Al Kharitiyath Sports Club        |